# История создания сил специальных операций Армии США
История Сил специального назначения Армии США началась в 1952 году с формирования особой группы из сотрудников созданного во время Второй Мировой войны Управления стратегических служб (УСС) и появившегося в 1947 году ЦРУ.

## Вторая мировая война

### Опыт создания спецслужбами США разведывательно-диверсионных групп
Войска специального назначения Сухопутных Войск США ведут свою родословную от нескольких частей специальной разведки, существовавших в годы Второй мировой войны в составе ВС США.

### Оперативно-боевые группыУСС
Основными разведывательно-диверсионными частями в составе СВ США в годы Второй мировой войны были части (отдельные батальоны) глубинной разведки (т.н. батальоны "рейнджер") СВ США, действовавшие в составе ВС США на различных мировых ТВД.
Кроме того, оперативно-боевые задачи спецразведки и диверсий во время войны независимо от ВС США решало Управление стратегических служб (УСС) США - предшественник послевоенного ЦРУ и американский аналог британского Штаба специальных операций (Special Operations Executive/SOE).
Активность боевых групп УСС в разное время войны колебалась в зависимости от обстановки на фронтах, но на разных ТВД американцам удалось реализовать достаточно большое количество специальных операций. В задачу боевых групп УСС входило создание оперативного ядра партизанских отрядов на территории, оккупированной противником. Боевые группы УСС численностью до 35 чел., организовывали и обучали партизанские формирования на оккупированной территории, обеспечивали снабжение партизанских отрядов и координировали их деятельность с командованием войск союзников.
Группы УСС проводили самостоятельные рейды по тылам Вермахта и вели сбор разведывательной информации при подготовке высадки войск союзников в Нормандии. Большинство оперативных групп УСС действовало на территории Франции, Италии, Греции, Югославии и Юго-Восточной Азии.

### Оперативно-боевые группы «Джедбург»
Кроме оперативно-боевых групп УСС в тылах германских войск в Европе (особенно в оккупированной Франции) действовали совместные оперативно-боевые группы (т.н. РДГ «Джедбург»), руководимые Штабом специальных операций ВС Великобритании  совместно с УСС США и разведкой органов французского Сопротивления. РДГ «Джедбург» были по численносит меньше боевых групп УСС в Европе и обычно состояли из двух офицеров и радиста-рядового. Личный состав разведывательно-диверсионных групп набирался из граждан США, Великобритании и лиц иностранного гражданства оккупированных стран: французов, голландцев и бельгийцев.
На оккупированных немцами территориях было высажено более 80 РДГ «Джедбург» с целью установления контактов с действующими группами Сопротивления. РДГ «Джедбург» и РДГ УСС на оккупированных территориях обеспечивали связь партизан с союзными штабами, организовывали снабжение, обучали бойцов движения сопротивления обращаться с оружием и координировали действия разных отрядов.
РДГ УСС США и совместные РДГ «Джедбург» провели большое количество операций, напоминавших по тактике действий и организации операции войсковых частей СпН. 101-я РДГ УСС , действовавшая на территории Бирмы, сформировала из нескольких тысяч оппозиционных к японской администрации лиц отряды «качинских рейнджеров», активно действовавший в тылу японских войск. 202-я РДГ УСС была заброшена и вела оперативную разведку в тылах Квантунской армии на территории Китая.
После окончания Второй мировой войны функции УСС были переданы вновь сформированному Центральному Разведывательному Управлению (ЦРУ). Однако оперативно-боевые группы УСС по своему составу и характеру боевого применения стоят ближе к подразделениям и частям специального назначения ВС США, осуществляя глубинную разведку и диверсионные действия в оперативных тылах войск противника.

### Батальоны глубинной разведки СВ США (подразделения "рейнджер")

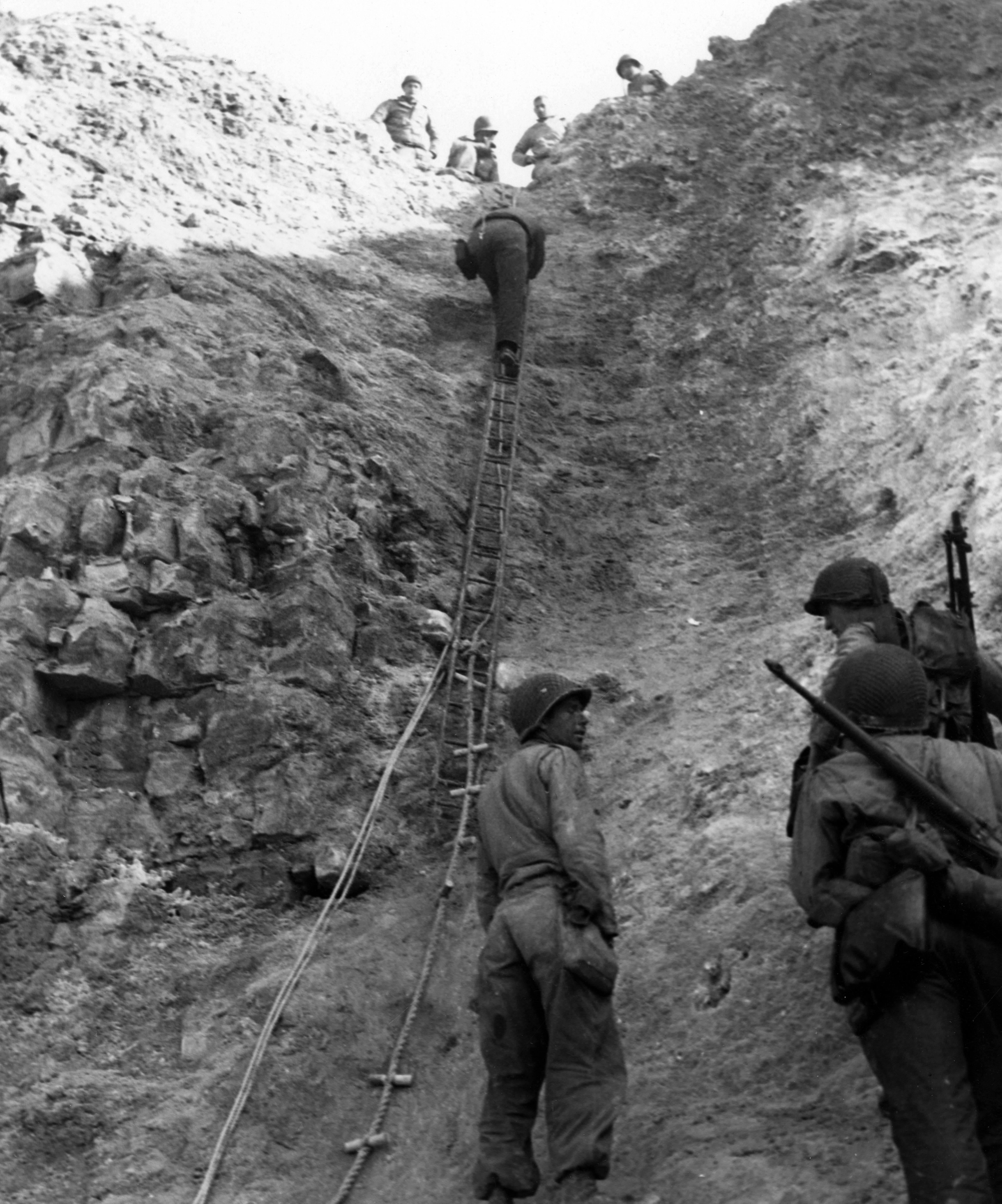
Штурмовые группы 2-го и 5-го батальонов глубинной разведки СВ США при штурме укреплений Пуэнт-дю-Ок (Нормандия, 1944 г.)

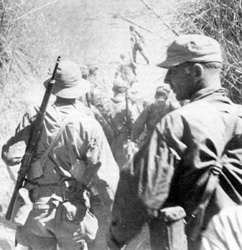
Патруль 6-го батальона глубинной разведки СВ США на Филиппинах (1944 г.)

Первые батальоны глубинной спецразведки были сформированы в составе СВ США в 1942 г. Формирование батальонов рейнджеров шло в Северной Ирландии на основе ОШС батальона диверсантов-коммандос Сухопутных войск Великобритании. Батальоны глубинной разведки СВ США были предназначены для заброски за линию фронта в Европе и имели те же задачи, что и британские силы спецназначения: совершение глубоких рейдов по тылам противника и захват объектов за линией фронта.
1-й батальон "рейнджер" участвовал в высадке в Северной Африке. 3-й и 4-й батальоны были сформированы уже в Африке и продолжили службу на Сицилии и в Италии, где понесли в ходе наступления союзников тяжелые потери и были расформированы. 2-й и 5-й батальоны "рейнджер" были сформированы в США и позднее участвовали в боях на северо-западе Европы. 6-й батальон глубинной разведки СВ США сформировали на Тихом океане, где он и действовал до конца войны.

### 1-й полк СпН СВ США
Летом 1942 г. на территории в/ч СВ США "Форт Уильям-Генри-Гэррисон" (ш. Монтана) был дополнительно сформирован 1-й полк специального назначения (диверсионный) СВ США (1SSF). 1-й полк СпН СВ США был укомплектован американскими и канадскими добровольцами. Первоначально 1-й полк СпН Сухопутных войск планировалось использовать для крупных диверсионных рейдов в Норвегии. Румынии и Италии в рамках операции «Плау» ("Плуг"), которая вскоре была отменена.
1-й полк СпН (фактически бригада СпН СВ по штатному составу)  был отлично подготовлен к ведению диверсионной деятельности и совершению налетов на объекты за линией фронта, солдаты умели действовать в зимних условиях, десантироваться с моря, действовать в горах, ходить на лыжах и прыгать с парашютом. После отмены спецоперации «Плау» было принято решение использовать полк СпН в горном районе с суровым климатом, в связи с чем в 1943 г. 1-й полк СпН СВ США вел подготовку к морской десантной операции на Алеутские острова Позднее его активно использовали в Италии. В 1944 г. полк участвовал в десанте на южном побережье Франции. В декабре того же года 1-й полк СпН СВ был расформирован.

## Послевоенное время

### Разработка теории боевого применения частей СпН СВ США
Вскоре после окончания Второй мировой войны политическая ситуация в мире вновь стала крайне нестабильной. В начале 1950-х гг. Корейском полуострове разразился полномасштабный вооруженный конфликт, шла эскалация военного присутствия как СССР, так и США в Восточной и Западной Европе. В недрах СВ США, которым предстояло взять на себя всю тяжесть потенциального конфликта на Европейском и других сухопутных ТВД возникла потребность в частях, способных вести глубинную разведку тылов активно наступающего противника и вести там партизанскую войну.
Задача формулировки причин для создания таких частей СВ была достаточно сложна, так как необходимо было преодолеть сопротивление других видов ВС США, в первую очередь ВВС, где большое распространение получило мнение о том. что грядущая война будет носить высокотехничный и «кнопочный» характер. Основное внимание уделяли развитию ядерного оружия, а к идее формирования дополнительных  частей Сухопутных войск относились со скепсисом.
Идея формирования отдельных частей глубинной разведки и партизанской войны в составе СВ США принадлежит начальнику отдела психологической войны Главного штаба СВ США бригадному генералу СВ США Р. Макклеру. Для реализации этой задачи генерал Макклер в 1951 г. добился формирования в Главном штабе СВ США отдела планирования специальных операций. Начальник нового отдела полковник СВ У. Фертиг и его заместитель полковник Р. Волкмен имели за плечами опыт организации партизанского движения на Филиппинах во время Второй мировой войны, другие сотрудники отдела служили во время войны в УСС.
Специалисты по ведению партизанской войны из сотрудников УСС США разрабатывали оперативные концепции применения частей СпН в современной войне, программы индивидуальной и групповой подготовки, планы мобилизации, таблицы организации и оснащения частей, а также активно продвигали теорию боевого применения сил СпН в среде командования СВ США. Несмотря на то, что формирование сил СпН СВ еще только начиналось, отдел планирования спецопераций располагал большим опытом, полученным ими в составе боевых групп УСС. Новые программы подготовки, принципы организации и методы оперативной деятельности представляли собой переосмысление опыта диверсионных подразделений Второй мировой войны.

### Борьба за формирование первых частей СпН СВ США
В командовании СВ США, где сильны были традиционные взгляды на цели и задачи Сухопутных войск, нашлось множество противников идеи использования регулярных частей СВ в партизанской войне. Кроме бывших сотрудников УСС, никто в СВ США не имел опыта подобной боевой работы. Противники активного ведения диверсионных операций в тылу наступающего противника считали, что части СпН будут бесцельно связывать столь необходимый на фронте обученный личный состав, а также видели в расширении численности войск СпН угрозу "благополучию" линейных пехотных частей СВ США. Партизанская и диверсионная деятельность на тот момент считались руководством СВ США второстепенными факторами, неспособными оказать серьезного влияния на ход возможной войны. Т.о., новый род войск в составе СВ США испытывал серьезное противодействие, причем исходило оно не только со стороны командования Вооруженных сил. Недавно сформированное ЦРУ США и командование ВВС США также противились формированию в составе СВ США разведывательно-диверсионных частей СпН.
Совместными усилиями ЦРУ США и командования ВВС США был  разработан альтернативный план организации и ведения партизанской войны в будущем военном конфликте, в котором основная роль уделялась ВВС и частям психологической войны (ПВ). ВВС США планировали использовать ударную силу авиации, чтобы сломить основное сопротивление противника на фронтах. ЦРУ планировало одновременную с активными бомбо-штурмовыми ударами (БШУ) заброску в тыл противника агентуры для морального разложения воинских частей и организации партизанских отрядов сопротивления. Снабжение отрядов возлагалось на военно-транспортную авиацию (ВТА) ВВС, которые также должны были бы оказывать партизанам тактическую поддержку. Партизанские формирования, руководимые инструкторами ЦРУ и снабжаемые ВТА ВВС США, должны были сеять хаос в тыловых районах противника, уже подвергнутых к тому времени массированным БШУ. Тем самым расчищалась дорога для сухопутных частей Армии США.
Оба плана проведения специальных операций в случае глобального конфликта в Европе были представлены ОКНШ США в 1952 г. Между ЦРУ и командованием ВВС разгорелся конфликт по поводу разделений сфер ответственности при проведении спецопераций. Был принят компромиссный вариант: ведение партизанско-диверсионной деятельности в тылах противника останется в руках МО и СВ США, т.к. именно СВ США отвечали за ведение сухопутных операций. Формирование и подготовку диверсионных отрядов поручили Сухопутным войскам, а снабжение и авиационная поддержка действий партизан остались за командованием ВВС. Командование СВ США с большой неохотой подчинилось принятому решению. Главком СВ США генерал Д. Коллинз создал теорию применения частей спецназначения, заключавшуюсь в формировании частей сходной ОШС, имеющих одинаковый круг задач, которые смогут с легкостью заменять одна другую на различных ТВД. Предполагаемая ОШС частей СпН СВ повторяла ОШС боевых групп УСС во Второй мировой войне с поправкой на армейскую специфику и большие штаты.

### Начало формирования регулярных частей СпН в составе СВ США
В середине 1952 г.на базе Управления психологической войны СВ США в составе ГУ СВ США было сформировано самостоятельное Управление войск специального назначения . Одновременно с формированием первой линейной части специального назначения Сухопутных войск США в составе управления спецвойск СВ был сформирован Учебный центр (УЦ) психологической войны, позднее развернутый в полноценный учебный центр войск СпН СВ (которому позже было присвоено имя президента Кеннеди).
Первой войсковой частью в составе управления СпН СВ стал 10-й (парашютно-десантный) полк СпН СВ США (10th SFGA), начавший своё формирование в 1952 г. на территории в/ч СВ США "Форт-Брэгг" (ш. С. Каролина). ОШС 10-го пдп СпН не имела аналогов в прошлом и организовывалась по новым принципам. То же относилось и к двум другим парашютно-десантным частям СпН СВ, сформированным в составе Сухопутных войск США: 77-му (впоследствии 7-му) пдп СпН СВ (сформированному в 1953 г.) и вновь воссозданному в 1957 г. 1-му полку СпН СВ. После формирования и слаживания подразделений 10-й полк СпН СВ США был переброшен на территорию ФРГ (г. Бад-Тёльц, Бавария), а на его месте  в гарнизоне в/ч "Форт-Брэгг" начал формирование 77-й полк СпН СВ США.
Во второй половине 1952 г. вновь сформированный 10-й пдп СпН СВ начал первые тактико-агентурные учения подразделений СпН на территории заповедника Чатахучи (в районе дислокации основного гарнизона частей СпН СВ США  в/ч "Форт-Беннинг", ш. Джорджия). Планировалось проведение специальной операции с использованием тактики боевых групп УСС и «Джедбург». Характерной особенностью тактики войск СпН СВ США явилась активное использование разведывательно-диверсионными группами в интересах операции агентурных возможностей.
Условиями спецоперации предполагалось, что гражданское население в зоне действий РДГ СпН СВ будет активно взаимодействовать с РДГ СпН СВ и обеспечит личный состав продовольствием, безопасным жильем и информацией о расположении противника. В роли условного противника на время учений выступали полицейские органы и части Национальной Гвардии. Группы специального назначения попеременно действовали в качестве партизан. В подготовку частей СпН СВ входили также морское десантирование и учения в условиях гористой местности против парашютно-десантных частей частей недавно сформированной 82-й воздушно-десантной дивизии (82-й ВДД).

## Периодвойны в Корее

### Особенности начального боевого применения частей СпН СВ США

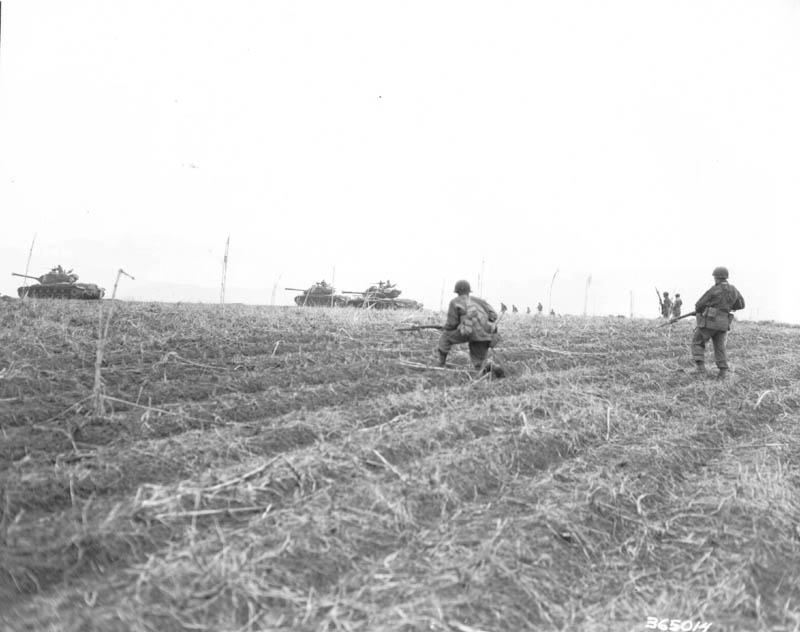
Бойцы 3-й орр глубинной разведки ведут бой за переправу через р. Имджин совместно с частями 3-й дивизии СВ США (Республика Корея, 1951 г.)

В период развертывания полномасштабных боевых действий на Корейском полуострове (после высадки основной группировки войск ООН в п. Инчхон) СВ США вновь ощутили потребность в наличии в своем составе специализированных разведывательно-диверсионных подразделений. В период с 1950 по 1951 гг. на территории в/ч СВ США "Форт-Беннинг" (ш. Джорджия), командование СВ США по опыту Второй мировой войны заново сформировало 14 отдельных рот глубинной разведки (роты "рейнджер").
Роты глубинной разведки (с 1-й по 5-ю и 8-я орр СпН) были отправлены на территорию Республики Корея, где действовали в качестве подразделений спецразведки в составе ведших наступление пехотных дивизий СВ США. 6-я и 7-я орр СпН СВ роты остались на территории США, после чего были передислоцированы в Европу (контингент СВ США на территории ФРГ).

### Организация боевой работы частей СпН СВ США в Корее
На Корейском полуострове силы СпН СВ США были сведены в две спецчасти - 8086-й и 8240-й сводные полки СпН СВ США. На территории Республики Корея части специального назначения СВ США впервые проверили свои основные методы боевой работы в реальных боевых условиях . Органы спецразведки СВ США сформировали и руководили действиями диверсионного партизанского отряда сил ООН на Корейском полуострове подчинявшегося командованию 8-й общевойсковой армии (ОА) СВ США в Республике Корея. Основной задачей партизанского отряда сил ООН, составленного из лиц корейской и китайской национальностей и руководимых советниками из частей СпН СВ США, была оперативная и стратегическая разведка в тылу войск КНДР и китайских добровольческих войск, а также (в первую очередь) за 38-й параллелью (госграницей КНДР).
Сводные части СпН СВ США, как и южнокорейские партизанские формирования на территории КНДР, подчинялись специально сформированному для руководства партизанскими частями 7-му отделу оперативно-планового управления (G-3) 8-й ОА СВ США.  Оперативное управление 8-й ОА СВ США разделило зону ответственности частей СпН СВ и подчиненных им партизанских отрядов на три оперативных района: оперативный район "Л" -западное побережье Корейского полуострова; оперативный район "К"- восточное; оперативный район "Б" - вглубь госграницы КНДР. Для взаимодействия с южнокорейскими партизанами и организации высадки разведгрупп морским способом частям СпН СВ США также придавалась отдельная рота морской пехоты ВС Республики Корея. Оперативное управление 8-й ОА СВ США приступило к планированию боевой работы частей СпН СВ и формированию подчиненных им партизанских отрядов в первые дни 1951 г.
По данным рекогносцировки в приграничных с территорией КНДР районах, большинство бежавших от наступавших частей КНА южнокорейских партизан находились на нескольких островах в нескольких милях от прибрежной зоны КНДР: о-ва Воллэ, Панён, Сок и Чо в Жёлтом море (пров. Хванхэ, в н.вр. пров. КНДР Ю. Хванхэ). Сотрудники 7-го отдела оперативного управления 8-й ОА СВ США разработали планы формирования на островах партизанских отрядов из лиц корейской национальности под руководством инструкторов из частей СпН СВ США и организации на островах цепи опорных пунктов партизан под командованием штаба из кадровых военнослужащих СпН СВ США. Основной задачей инструкторов из состава СпН СВ США была подготовка личного состава партизан к высадке на побережье КНДР и организации диверсий перед планировавшимся в феврале 1951 г. наступлении войск ООН с целью отбросить китайские войска от г. Сеул и перейти госграницу КНДР (38-параллель). Всего по данным органов военной разведки 8-й ОА СВ на территории провинции Хванхэ после перехода силами ООН госграницы КНДР могло быть дополнительно отмобилизовано до 10 тыс. южнокорейских партизан.

### Боевая работа частей СпН СВ США внутри государственной границы КНДР
Хотя органы ЦРУ США в Республике Корея и Японии начали предпринимать операции по заброске агентуры на территорию КНДР и в тылы КНА сразу после начала боевых действий и перехода соединениями КНА 38-й параллели, органы военной разведки и спецразведки СВ США в Корее провели первую операцию глубинной разведки внутри госграницы КНДР только в первой половине 1951 г.
В марте 1951 г. экипаж 21-й авиаэскадрильи (АЭ) ВТА ВВС США, нарушив госграницу КНДР, произвел ночную выброску разведгруппы из двадцати южнокорейских спецназовцев и четверых инструкторов ВС США (из числа бойцов 4-й роты глубинной разведки СВ США) на территорию провинции Ханвон. Задачей южнокорейской РДГ было нарушение железнодорожного сообщения путём обрушения железнодорожных туннелей в горах провинции с целью воспрепятствовать подвозу боеприпасов частям КНА на юге. В связи с неправильным определением точки выброски летчиками 21-й АЭ после десантирования группа попала в ночную грозу в горах и не смогла выйти в к первой назначенной цели к запланированному времени.
В связи с тем, что охранение первой цели многократно превосходило численность разведгруппы, командир группы принял решение в течение светового дня выдвинуться ко второй плановой цели к востоку от первого железнодорожного туннеля. Атака на вторую цель была удачной и после уничтожения северокорейского охранения туннель был частично обвален. Однако в связи с крайне низкими (для марта) минусовыми температурами у группы полностью разрядились батареи радиостанций, в связи с чем РДГ оказалась запертой в гористой местности с низкими температурами и крайне густой облачностью без возможности выйти на связь с центром управления СпН СВ на территории, контролируемой войсками ООН.
После того, как командир группы смог зарядить батареи станций при помощи машинки ручной зарядки, группа вышла на связь с ЦБУ СпН СВ на территории Республики Корея. После ряда внутриведомственных разбирательств на подбор группы СпН СВ были высланы вертолеты группы ПСС одного из кораблей группировки ВМС США в Корее. К сожалению, на момент подхода вертолетов к зоне контакта РДГ была обнаружена частями охраны тыла КНА и связана огневым боем в горах. Северокорейским частям удалось огнём с земли сбить один спасательный вертолет ВМС США. Два других экипажа смогли снизиться до земли и подобрать трех бойцов 4-й орр СпН СВ и нескольких южнокорейцев, после чего они вынуждены были взлететь под прицельным огнём стрелкового оружия.
Оставашийся на земле инструктор из состава 4-й орр СпН СВ, семеро южнокорейских бойцов и летчик сбитого вертолета ПСС ушли от преследования частями охраны тыла КНА. Через две недели военнослужащие ВС США были захвачены частями КНА на территории КНДР и находились в плену до окончания боевых действий. Южнокорейские спецназовцы, уходя от преследования подразделениями пограничников КНДР, пересекли госграницу и через несколько дней смогли выйти в расположение войск ООН.

## Период войны во Вьетнаме

#### Боевое применение частей СпН СВ США во Вьетнамской войне
В апреле 1960 г. личный состав имевшихся на тот момент в составе СВ США батальонов глубинной разведки (шесть батальонов спецразведки с 14 ротами "рейнджер", сформированными в 1950 г.) были переданы в состав 1-го полка СпН СВ. 1-й полк СпН СВ стал официально считаться базовой частью для всех подразделений СпН СВ США. Все полки СпН СВ США первоначально считались парашютно-десантными батальонами в составе 1-го полка СпН СВ  и имели обозначения  типа «8th SFGA, 1st SF». Другие отряды специального назначения (роты и прочие подразделения) хотя также считались принадлежащими 1-му полку, специальных обозначений не имели. На момент передачи всех подразделений СпН СВ в состав 1-го полка СпН СВ в полку не было штаба, и он фактически не являлся только кадрированной частью.
На конец 1960 г. войска СпН СВ США реально насчитывали всего три (парашютно-десантных) полка СпН. 1-й полк СпН СВ имел в ОШС 24 отдельных разведывательных роты (орр) СпН (бывшие роты "рейнджер"), органы которых решили сделать базой для развертывания отдельной части СпН СВ.  Четыре орр СпН были переданы в состав СВ Национальной Гвардии для развертывания в полки СпН, девять - в состав частей Резерва СВ США, а одиннадцать рот спецразведки составили базу для формирования полков СпН Сухопутных войск США. После этого в составе СВ США на постоянной основе имелось семь полков СпН СВ первой линии и семь полков СпН СВ в составе резерва СВ. Полки СпН СВ Национальной Гвардии были кадрированными и развертывались только на время учений и призыва. В конце 1952 г. на территории в/ч "Форт-Брэгг" был развернут Центр психологической войны (ПВ), а чуть позже Учебный центр войск СпН СВ.